# Chapelle Notre-Dame de Crénénan
La chapelle Notre-Dame de Crénénan est située sur la commune de Ploërdut au lieu-dit Crénénan, à une altitude de 227 m, sur une colline qui surplombe la vallée du Scorff .

## Historique
La chapelle Notre-Dame de Crénénan et sa fontaine à dévotion, font l'objet d'une inscription au titre des monuments historiques depuis le 29 juin 1998.
La chapelle présente deux parties : le clocher-porche de style néogothique, qui date de 1843, et la nef qui est beaucoup plus ancienne. Certains de ses éléments datent du XVe siècle comme la porte méridionale en arc brisé, encadrée de deux culots sculptés de tête humaine et dominée d'une tête de fauve.

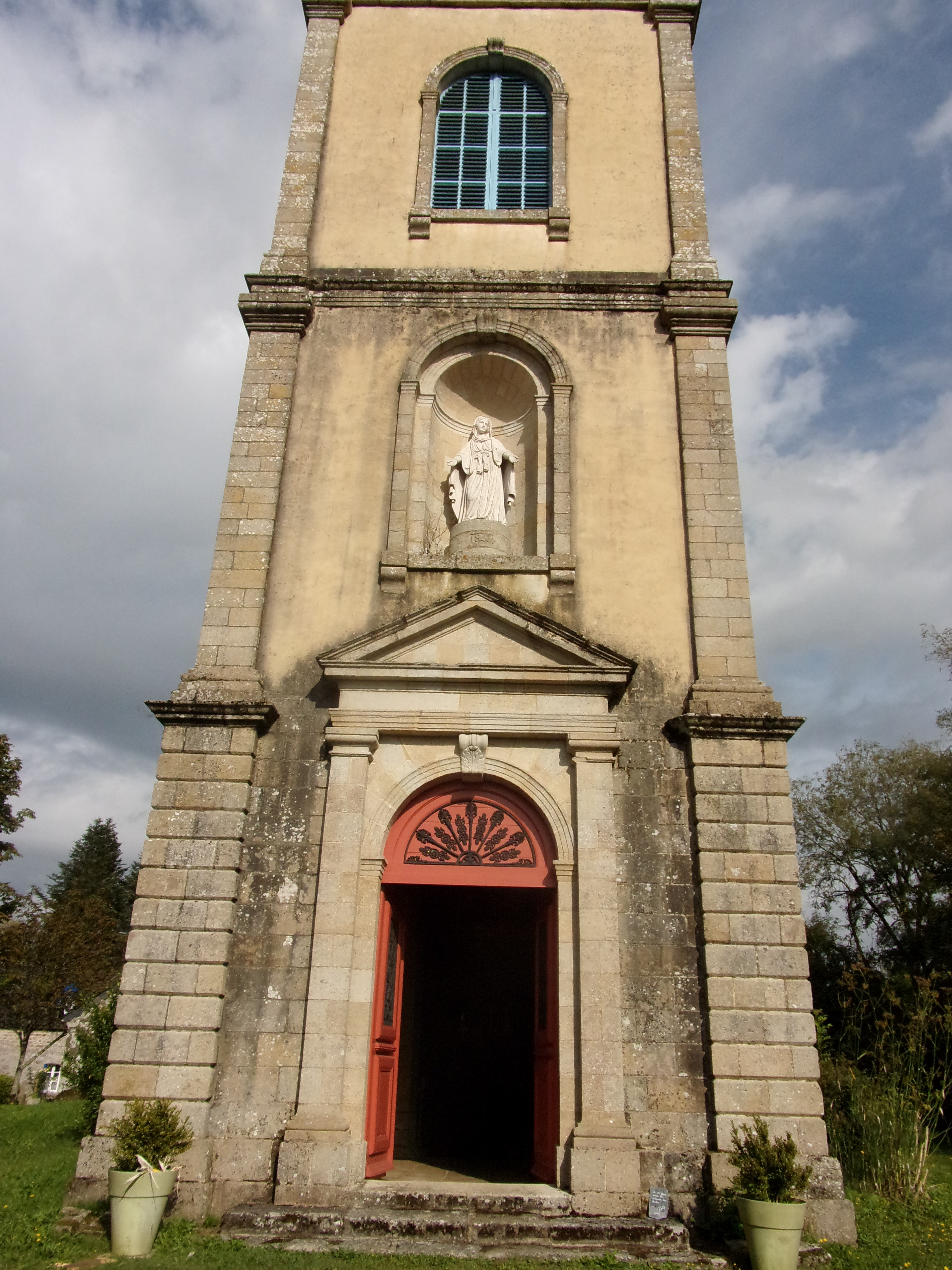
Le clocher-porche (1843).
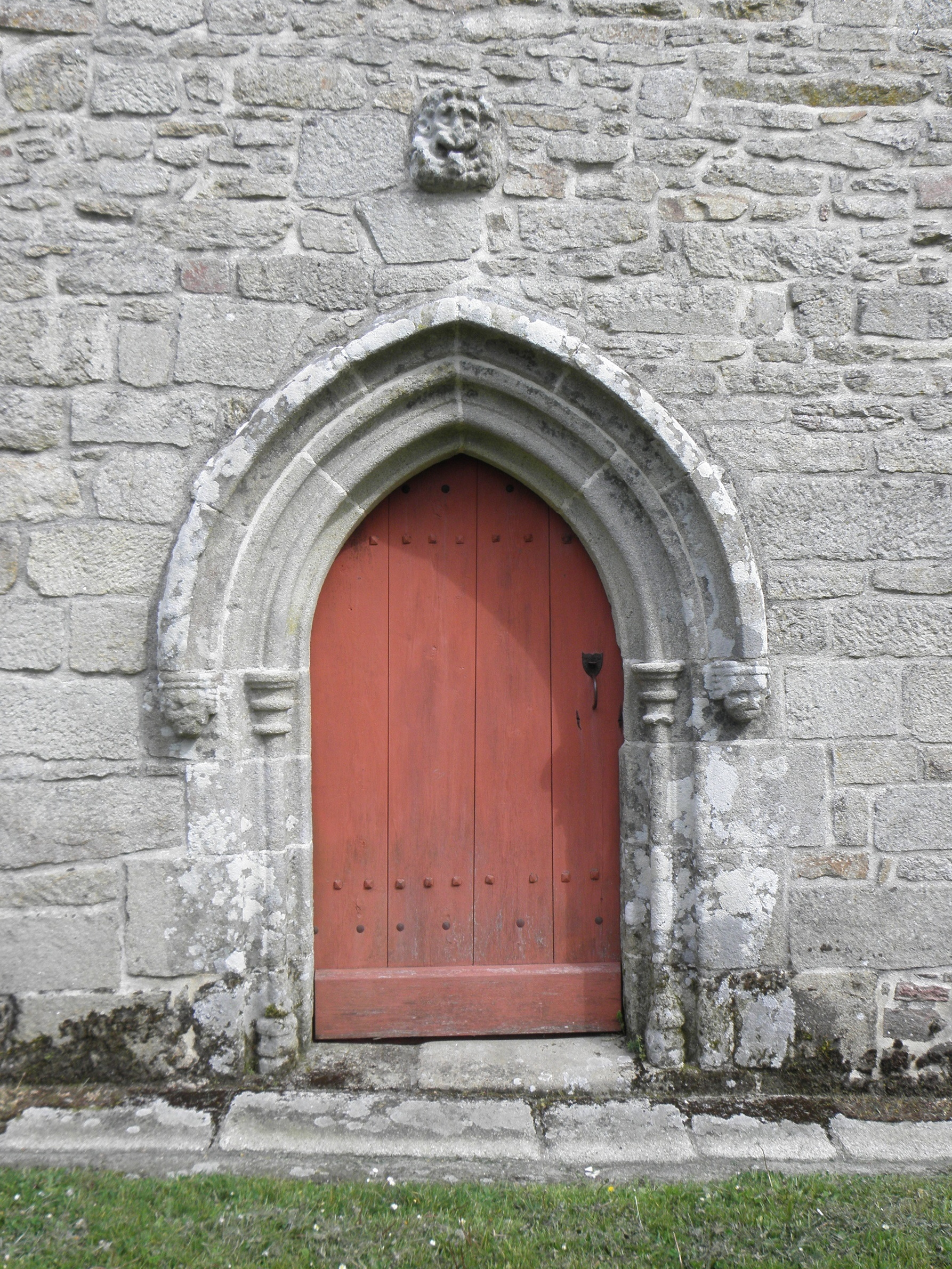
La porte méridionale en arc brisé (XVe siècle).

Les lambris de la voûte, peints par Le Corre, peintre pontivien (1716), sont classés au titre des monuments historiques depuis le 24 mai 1948.
Le maître-autel et le retable sont également classés au titre d'objet depuis le 23 juillet 1963.

## Description

### Clocher-porche
Le clocher-porche est de style néogothique. Il est haut de 32,5 m. Il s'agit d'une tour carrée composée de trois niveaux. Elle s'ouvre par un portail avec un arc en plein cintre que surmonte un fronton triangulaire. Le deuxième niveau est agrémenté au nord et au sud d'oculi. À l'ouest une niche abrite une statue de la Vierge Marie. La chambre des cloches est percée de baies en plein cintre. Une flèche polygonale en pierre coiffe le tout.

### Décor intérieur
À l'intérieur le décor est très riche. 
Les peintures sur lambris des scènes de la vie de la vierge côtoient des paysages fantaisistes. 
Les sablières datent de 1652 et ont été sculptées par Ian Le Bourois comme l'indique une inscription sur l'une d'entre elles : FAICT PAR MOI IAN BOUROIS LAN 1652. Elles mettent en scène tout un bestiaire. On peut y voir un âne joueur de biniou, un poisson sur le point d'avaler un cheval, une femme tentant de récupérer l'andouille qu'un goupil lui a volé ou un lièvre poursuivi par un chasseur.
La tribune occupe tout le fond de la chapelle. La première partie repose sur deux colonnes. Elle a été élargie d'une autre partie en bois marquée par tous les caractères du néo-gothique.

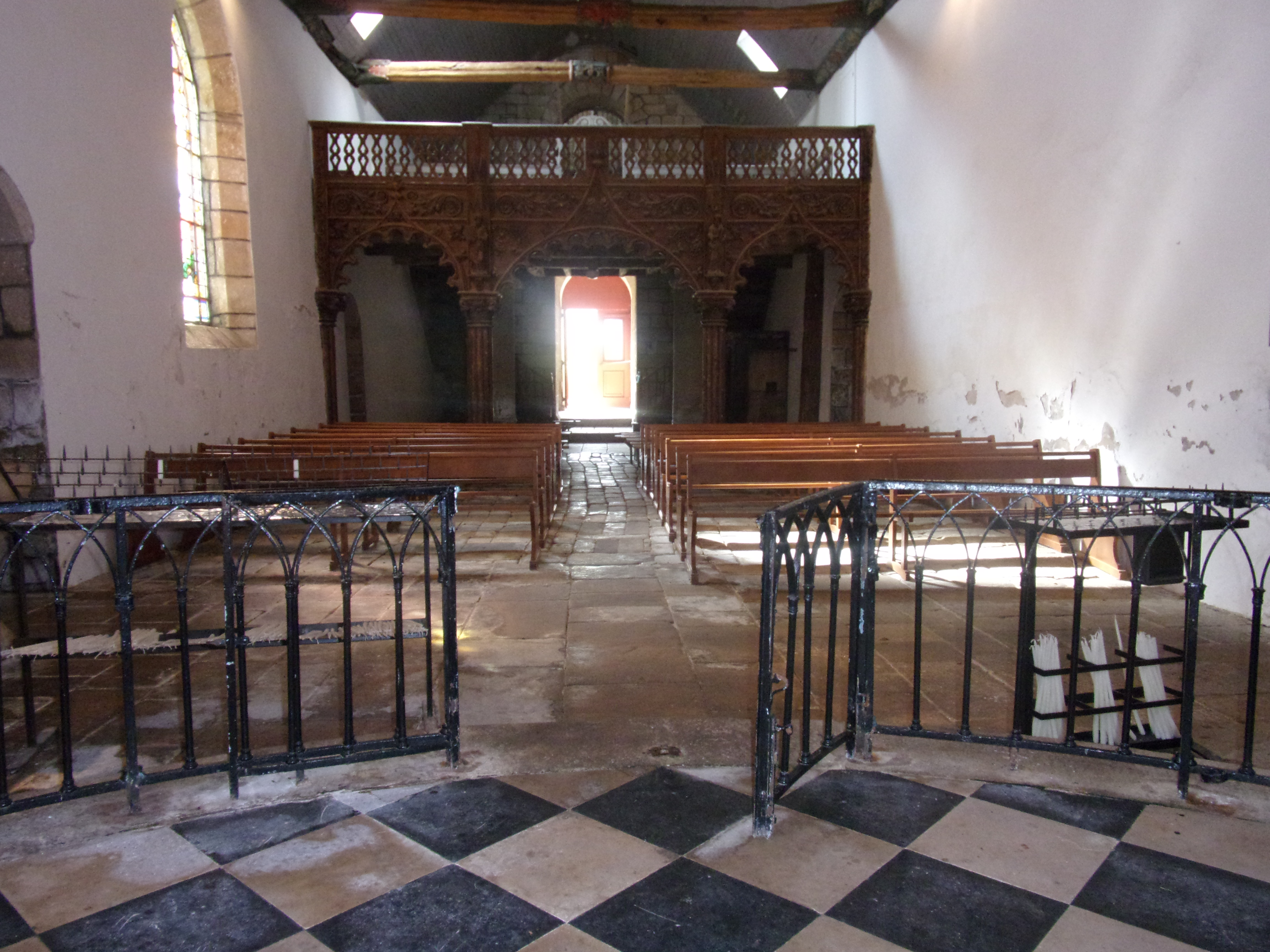
Vue générale de l'intérieur prise depuis l'autel.

### Caves à cidre
Quatre caves sont situées immédiatement à proximité, qui servaient à l'approvisionnement des pèlerins lors du pardon de la chapelle. Elles sont inscrites au titre des monuments historiques par arrêté du 24 juin 2020.